# Halictus morawitzi
Halictus morawitzi är en biart som beskrevs av Joseph Vachal 1902. Halictus morawitzi ingår i släktet bandbin, och familjen vägbin. Inga underarter finns listade i Catalogue of Life.